# 니시 11초메역
니시 11초메 역(일본어: 西11丁目駅, にしじゅういっちょうめえき)은 일본 홋카이도 삿포로시 주오구에 위치한 삿포로 시영 지하철의 역이다.
오도리 역과 함께 삿포로의 상징인 오도리 공원 아래에 위치한다.

## 역 구조
오도리 공원과 병행하면서 국도 제230호선과 직각으로 걸친 형태로 플랫폼이 있다. 이시야마도리와 미나미오도리의 교차점의 각 모퉁이에 1~4번 출입구가 존재하고, 지하 1층에 대합실과 개찰구, 지하 2층에 1면 2선의 섬식 승강장으로 된 플랫폼이 있다. 플랫폼과 개찰구를 연결하는 엘리베이터는 플랫폼 중앙에 있고 지상으로 연결되는 엘리베이터는 1번 출구에 설치되어 있다.

### 타는 곳
| 1 | 도자이 선 | 오도리・시로이시・신삿포로 방면 |
| 2 | 도자이 선 | 고토니・미야노사와 방면         |

## 이용 현황
삿포로 시 교통국의 조사에 따르면 2014년도 하루 평균 승차 인원은 15,176명이고 도자이 선에서는 3번째로 많다.
| 연도 | 1일 평균 승차 인원 |
| ---- | ------------------ |
| 2008 | 14,222             |
| 2009 | 14,126             |
| 2010 | 14,139             |
| 2011 | 13,809             |
| 2012 | 14,319             |
| 2013 | 14,658             |
| 2014 | 15,176             |

## 역 주변
제2합동청사・제3합동청사・법원 등 관공서가 집중된 지역과 동시에 변호사・법무사 사무소도 많다. 또한, 편의점이나 도시락 가게도 역 인근에 많다.
- 오도리 공원
  - 삿포로 시 자료관
- 삿포로 시 주오 구청
- 삿포로 시 주오 구민 센터
- 삿포로 시 주오 보건 센터
- 삿포로 프린스 호텔 타워
- 삿포로 시 교육・문화회관
- 도쿄 돔 호텔 삿포로
- 삿포로 TV 방송
- 홋카이도 문화 방송
- 삿포로 시립 오도리 고등학교
- 홋카이도 전력 본사
- 주삿포로 대한민국 총영사관
- 국도 제230호선

## 역사
- 1976년 6월 10일: 영업 개시.
- 2008년 12월 18일: 스크린도어 사용 개시.

## 사진

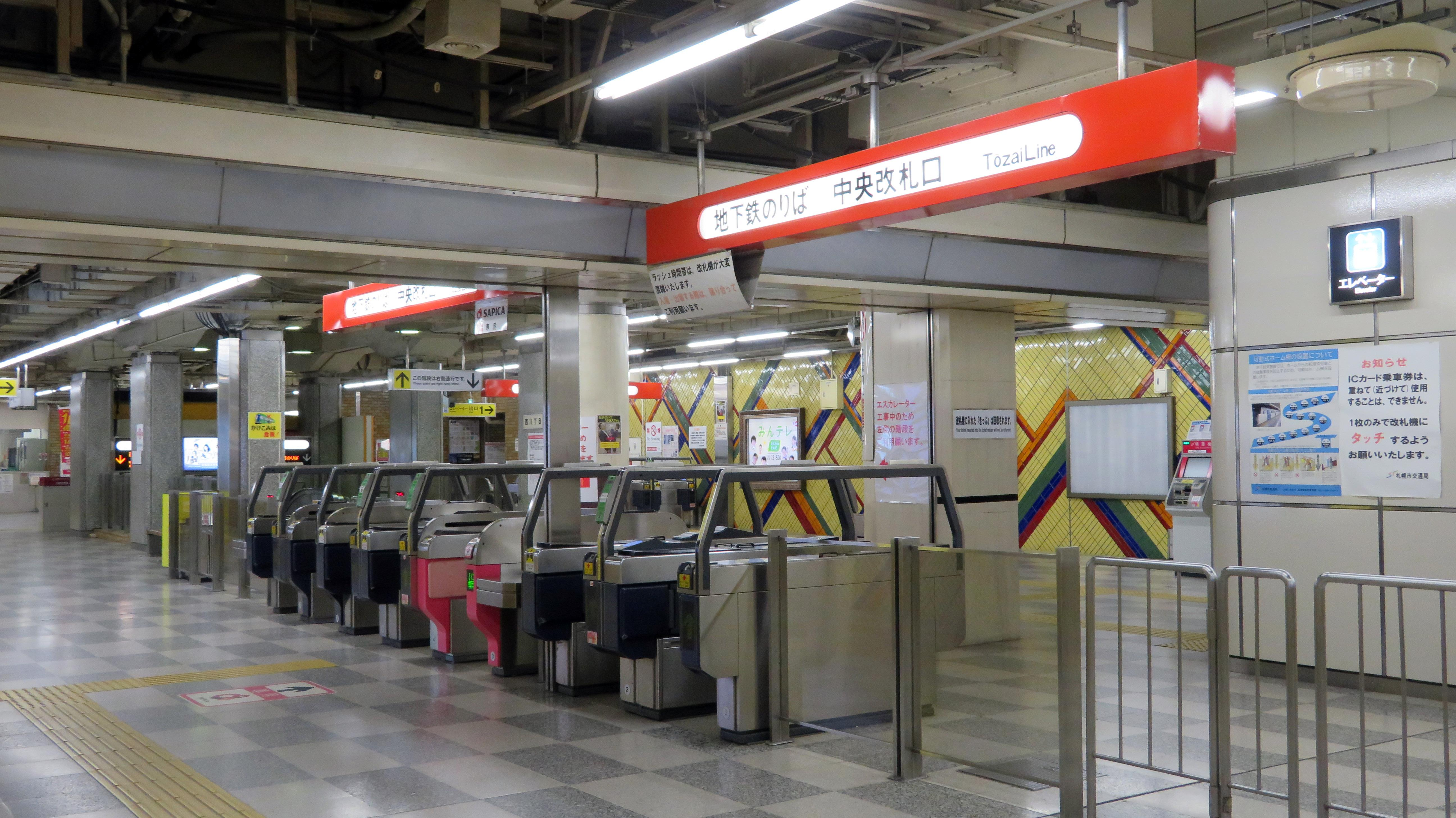
개찰구
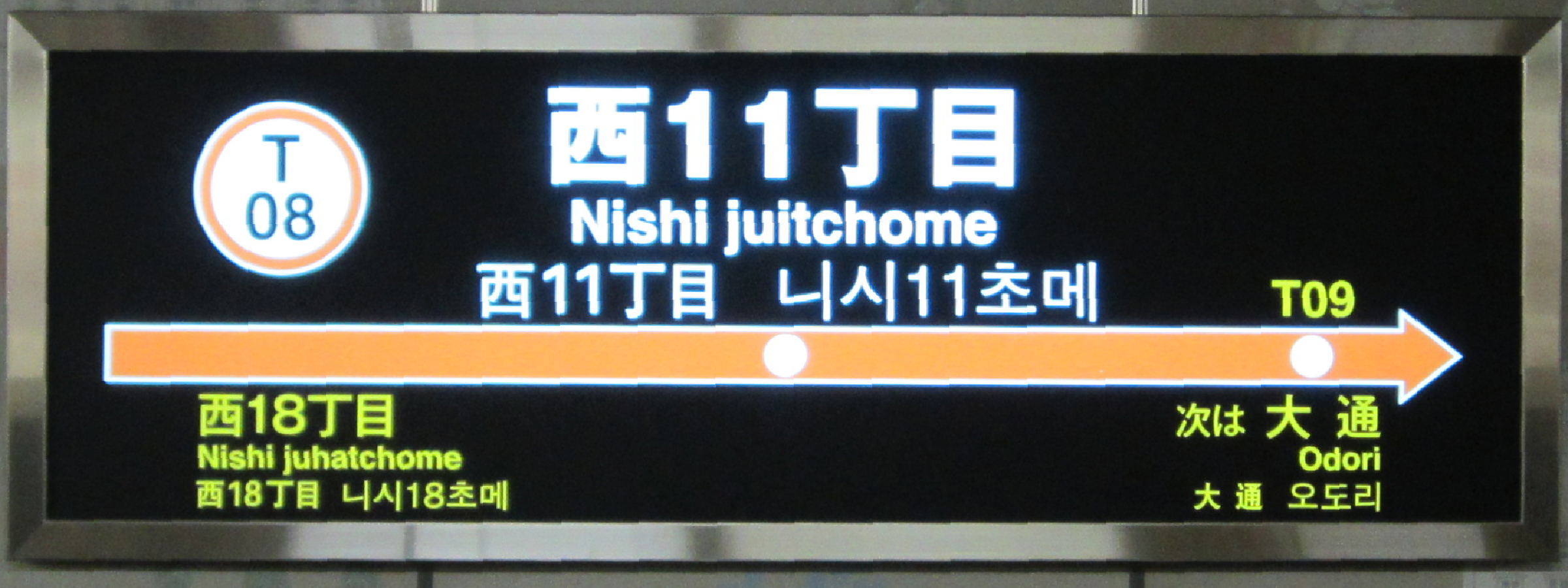
역명판

## 인접역
| 삿포로 시 교통국 지하철 도자이 선 | 삿포로 시 교통국 지하철 도자이 선 | 삿포로 시 교통국 지하철 도자이 선 |
| --------------------------------- | --------------------------------- | --------------------------------- |
| T07 니시 18초메 미야노사와 방면   | ● 도자이 선                       | T09 오도리 신삿포로 방면          |